# چستر نیمیتز
چستر نیمیتز (انگلیسی: Chester W. Nimitz؛ زاده ۲۴ فوریهٔ ۱۸۸۵ – درگذشته ۲۰ فوریهٔ ۱۹۶۶) آدمیرال ناوگان آمریکایی بود و از سال ۱۹۴۵ تا ۱۹۴۷ فرمانده عملیات نیروی دریایی آمریکا بود. او نقش عمده‌ای در تاریخ نیروی دریایی در جنگ جهانی دوم به عنوان فرمانده ناوگان اقیانوس آرادم ایالات متحده آمریکا داشت و فرماندهی نیروهای هوایی، دریایی، و زمینی متفقین را در مناطق اقیانوس آرام بر عهده داشت.
نیمیتز یکی از مسئولان راهبردی در زیردریایی‌ها بود. او که در اوایل کار خود در زیردریایی ها خبره شده بود، بعدها تبدیل زیردریایی ها از بنزینی به گازوئیل نظارت کرد و بعدها نقش عمده‌ای در ساخت اولین زیردریایی اتمی جهان، یواس‌اس ناتیلوس ایفا نمود. او همچنین در اوایل ۱۹۱۷ به عنوان تولید کنند اصلی روش سوختگیری در مسیر که در جریان نبردهای اقیانوس آرامابزار مهمی به حساب می‌آمد که به ناوگان ایالات متحده اجازه می‌داد تقریبا به صورت نامحدود به عملیات خود ادامه دهد.